# Diaspora musulmane
 (mai 2017).
Si vous disposez d'ouvrages ou d'articles de référence ou si vous connaissez des sites web de qualité traitant du thème abordé ici, merci de compléter l'article en donnant les références utiles à sa vérifiabilité et en les liant à la section « Notes et références ».
 (décembre 2017).
- Si vous ne connaissez pas le sujet, laissez ce bandeau (vous pouvez alors contacter les auteurs).
- Si vous supprimez le contenu mis en cause (vous pouvez préalablement contacter les auteurs),

argumentez précisément cette suppression dans la page de discussion
(un manque de référence n'est pas un argument ; une recherche réelle de référence doit avoir été effectuée, être formellement documentée).
La  diaspora musulmane  est le nombre de personnes de culture et de confession musulmane qui ne vivent pas dans les pays du monde musulman (où ils sont majoritaires) dont eux (ou leurs ancêtres) ont émigré. 

## Pays musulmans

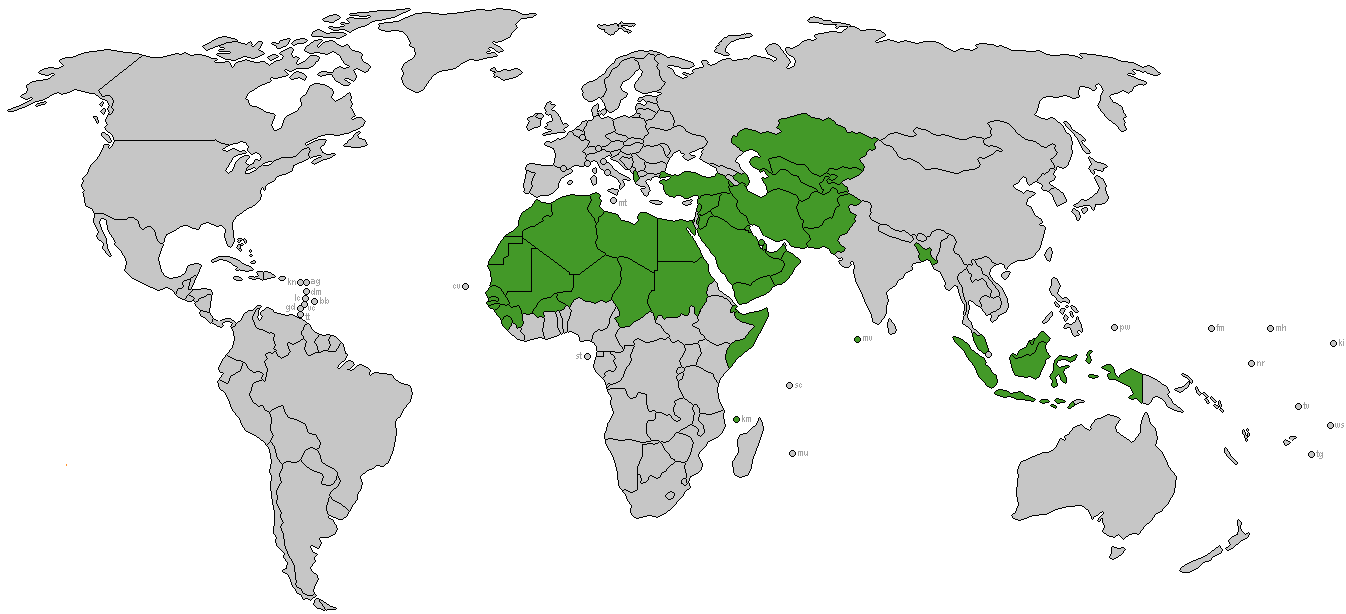
Civilisation islamique au début du XXIe siècle. Carte des pays dont la communauté musulmane représente plus de 50 % de la population.

Le nombre de musulmans dans le monde a été estimé à 1,8 milliard, en 2015. Les pays d'origine (musulmans majoritaires) de diaspora(s) sont principalement en Afrique du Nord et au Moyen-Orient, non limités au monde arabe (Maghreb et Machrek).

## Diasporas en Asie
Hors Moyen-Orient et Asie Centrale, l'Asie est le continent qui détient la plus grande communauté musulmane dans le monde. Les régions à plus fortes diasporas musulmanes sont l'Asie du Sud et l'Extrême-Orient. Les pays où la communauté musulmane compte plus de 1 million de personnes sont l'Inde, la Chine (21 000 000), la Russie, les Philippines, la Thaïlande, le Népal, la Birmanie et Israël.

## Diasporas en d'autres continents
Hors Asie (dont Inde et Chine), les plus fortes communautés se trouvent en Europe (Russie, France) et en Afrique subsaharienne (Nigeria, Éthiopie).